# 四翅菝葜
四翅菝葜（学名：Smilax tetraptera）为百合科菝葜属下的一个种。

## 扩展阅读
- 維基物種上的相關：四翅菝葜